# Султан Каплан-Гирей
Султан Каплан-Гирей Ислам Гиреевич (1795 — 9 октября 1844) — прапорщик (к 1844), потомок очеркесившихся крымских Гиреев.

## Биография
Второй сын Султана Ислам-Гирея и младший брат Султана Магмет-Гирея. Дядя полковника Султана Хан-Гирея.
Это в его отношении были подозрения, что он намеревался завладеть имуществом умершего старшего брата Султана Магмет-Гирея. Каплан-Гирей был в числе сторонников России и в чине прапорщика выезжал на встречу с российским императором Николаем I Паловичем.
Проживал в Кубанской области, его жизнь трагически оборвалась 9 октября 1844 года.
Был женат Фатьме Султан, от брака с которой имел сын Султана Селет-Гирея (род. 1831) и дочь Ханефи.